# Liste des cantons de la Loire

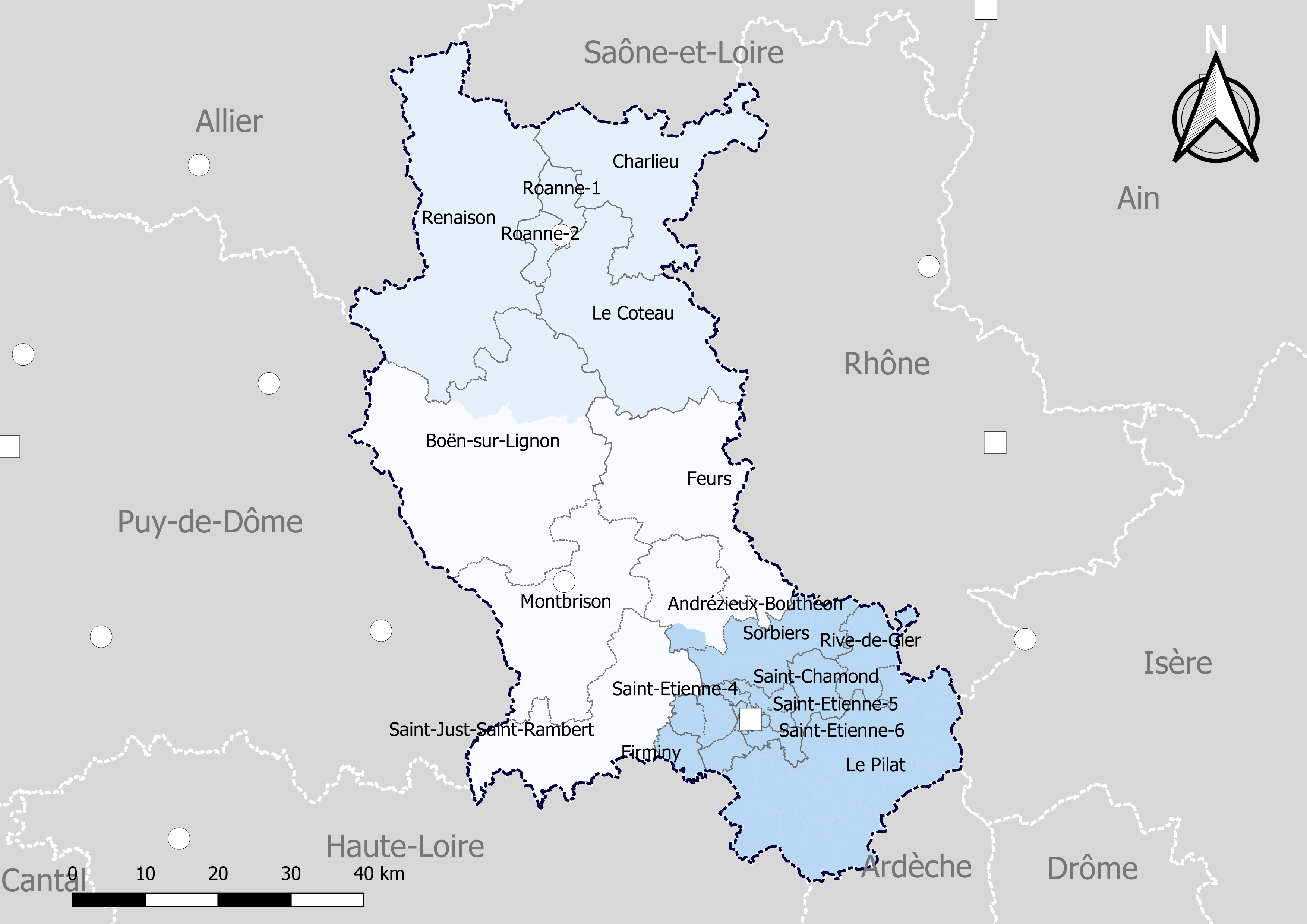
Découpage cantonal du département de la Loire, avec en surimpression les arrondissements (en nuances de bleu) - Carte arrêtée au 1er janvier 2019.

Le département de la Loire compte 21 cantons depuis 2015.

## Histoire
Le département comptait 40 cantons depuis 1973. À partir de 2015, ce nombre est réduit à 21 à la suite du redécoupage cantonal de 2014.

### Découpage cantonal antérieur à 2015
Liste des 40 cantons du département de la Loire, par arrondissement :
- arrondissement de Montbrison (10 cantons - sous-préfecture : Montbrison) :
canton de Boën - canton de Chazelles-sur-Lyon - canton de Feurs - canton de Montbrison - canton de Noirétable - canton de Saint-Bonnet-le-Château - canton de Saint-Galmier - canton de Saint-Georges-en-Couzan - canton de Saint-Jean-Soleymieux - canton de Saint-Just-Saint-Rambert
- arrondissement de Roanne (11 cantons - sous-préfecture : Roanne) :
canton de Belmont-de-la-Loire - canton de Charlieu - canton de Néronde - canton de la Pacaudière - canton de Perreux - canton de Roanne-Nord - canton de Roanne-Sud - canton de Saint-Germain-Laval - canton de Saint-Haon-le-Châtel - canton de Saint-Just-en-Chevalet - canton de Saint-Symphorien-de-Lay
- arrondissement de Saint-Étienne (19 cantons - préfecture : Saint-Étienne) :
canton de Bourg-Argental - canton du Chambon-Feugerolles - canton de Firminy - canton de la Grand-Croix - canton de Pélussin - canton de Rive-de-Gier - canton de Saint-Chamond-Nord - canton de Saint-Chamond-Sud - canton de Saint-Étienne-Nord-Est-1 - canton de Saint-Étienne-Nord-Est-2 - canton de Saint-Étienne-Nord-Ouest-1 - canton de Saint-Étienne-Nord-Ouest-2 - canton de Saint-Étienne-Sud-Est-1 - canton de Saint-Étienne-Sud-Est-2 - canton de Saint-Étienne-Sud-Est-3 - canton de Saint-Étienne-Sud-Ouest-1 - canton de Saint-Étienne-Sud-Ouest-2 - canton de Saint-Genest-Malifaux - canton de Saint-Héand

Pour les cantons de Perreux et de Saint-Germain-Laval, il n'existe pas d'homonymie exacte, bien qu'il y en ait une pour chacune des communes chefs-lieux de cantons.

### Redécoupage cantonal de 2014
Dans la poursuite de la réforme territoriale engagée en 2010, l'Assemblée nationale adopte définitivement le 17 avril 2013 la réforme du mode de scrutin pour les élections départementales destinée à garantir la parité hommes/femmes. Les lois (loi organique 2013-402 et loi 2013-403) sont promulguées le 17 mai 2013. Un nouveau découpage territorial est défini par décret du 26 février 2014 pour le département de la Loire. Celui-ci entre en vigueur lors du premier renouvellement général des assemblées départementales suivant la publication du décret, soit en mars 2015. Les conseillers départementaux sont élus au scrutin majoritaire binominal mixte. Les électeurs de chaque canton éliront au Conseil départemental, nouvelle appellation des Conseils généraux, deux membres de sexe différent, qui se présenteront en binôme de candidats. Les conseillers départementaux seront élus pour 6 ans au scrutin binominal majoritaire à deux tours, l'accès au second tour nécessitant 10 % des inscrits au 1er tour. En outre la totalité des conseillers départementaux est renouvelée.
Ce nouveau mode de scrutin nécessite un redécoupage des cantons dont le nombre est divisé par deux avec arrondi à l'unité impaire supérieure si ce nombre n'est pas entier impair et avec des conditions de seuils minimaux. Dans la Loire le nombre de cantons passe ainsi de 40 à 21.
Les critères du remodelage cantonal sont les suivants : le territoire de chaque canton doit être défini sur des bases essentiellement démographiques, le territoire de chaque canton doit être continu et les communes de moins de 3 500 habitants sont entièrement comprises dans le même canton. Il n’est fait référence, ni aux limites des arrondissements, ni à celles des circonscriptions législatives.
Conformément à de multiples décisions du Conseil constitutionnel depuis 1985 et notamment sa décision no 2010-618 DC du 9 décembre 2010, il est admis que le principe d’égalité des électeurs au regard des critères démographiques est respecté lorsque le ratio conseiller/habitant de la circonscription est compris dans une fourchette de 20 % de part et d'autre du ratio moyen conseiller/habitant du département. Pour le département de la Loire, la population de référence est la population légale en vigueur au 1er janvier 2013, à savoir la population millésimée 2010, soit 748 947 habitants. Avec 21 cantons la population moyenne par conseiller départemental est de 35 664 habitants. Ainsi la population de chaque nouveau canton doit-elle être comprise entre 28 531 habitants et 42 797 habitants pour respecter le principe de l'égalité citoyenne au vu des critères démographiques.

## Composition actuelle

### Composition détaillée

#### Liste des communes
| Canton                                                                                               | Commune                            | Code Insee |
| --- | ---------------------------------- | ---------- |
| Andrézieux-Bouthéon                                                                                  | Andrézieux-Bouthéon                | 42005      |
| Andrézieux-Bouthéon                                                                                  | Aveizieux                          | 42010      |
| Andrézieux-Bouthéon                                                                                  | Bellegarde-en-Forez                | 42013      |
| Andrézieux-Bouthéon                                                                                  | Boisset-lès-Montrond               | 42020      |
| Andrézieux-Bouthéon                                                                                  | Chambœuf                           | 42043      |
| Andrézieux-Bouthéon                                                                                  | Craintilleux                       | 42075      |
| Andrézieux-Bouthéon                                                                                  | Cuzieu                             | 42081      |
| Andrézieux-Bouthéon                                                                                  | Montrond-les-Bains                 | 42149      |
| Andrézieux-Bouthéon                                                                                  | Rivas                              | 42185      |
| Andrézieux-Bouthéon                                                                                  | Saint-André-le-Puy                 | 42200      |
| Andrézieux-Bouthéon                                                                                  | Saint-Bonnet-les-Oules             | 42206      |
| Andrézieux-Bouthéon                                                                                  | Saint-Galmier                      | 42222      |
| Andrézieux-Bouthéon                                                                                  | Unias                              | 42315      |
| Andrézieux-Bouthéon                                                                                  | Veauche                            | 42323      |
| Andrézieux-Bouthéon                                                                                  | Veauchette                         | 42324      |
| Boën-sur-Lignon                                                                                      | Ailleux                            | 42002      |
| Boën-sur-Lignon                                                                                      | Arthun                             | 42009      |
| Boën-sur-Lignon                                                                                      | Boën-sur-Lignon                    | 42019      |
| Boën-sur-Lignon                                                                                      | Bully                              | 42027      |
| Boën-sur-Lignon                                                                                      | Bussy-Albieux                      | 42030      |
| Boën-sur-Lignon                                                                                      | Cervières                          | 42034      |
| Boën-sur-Lignon                                                                                      | Cezay                              | 42035      |
| Boën-sur-Lignon                                                                                      | Chalmazel-Jeansagnière             | 42039      |
| Boën-sur-Lignon                                                                                      | Champdieu                          | 42046      |
| Boën-sur-Lignon                                                                                      | Châtelneuf                         | 42054      |
| Boën-sur-Lignon                                                                                      | Débats-Rivière-d'Orpra             | 42084      |
| Boën-sur-Lignon                                                                                      | Essertines-en-Châtelneuf           | 42089      |
| Boën-sur-Lignon                                                                                      | Grézolles                          | 42106      |
| Boën-sur-Lignon                                                                                      | L'Hôpital-sous-Rochefort           | 42109      |
| Boën-sur-Lignon                                                                                      | La Chamba                          | 42040      |
| Boën-sur-Lignon                                                                                      | La Chambonie                       | 42045      |
| Boën-sur-Lignon                                                                                      | La Côte-en-Couzan                  | 42072      |
| Boën-sur-Lignon                                                                                      | La Valla-sur-Rochefort             | 42321      |
| Boën-sur-Lignon                                                                                      | Leigneux                           | 42119      |
| Boën-sur-Lignon                                                                                      | Les Salles                         | 42295      |
| Boën-sur-Lignon                                                                                      | Luré                               | 42125      |
| Boën-sur-Lignon                                                                                      | Marcilly-le-Châtel                 | 42134      |
| Boën-sur-Lignon                                                                                      | Marcoux                            | 42136      |
| Boën-sur-Lignon                                                                                      | Montverdun                         | 42150      |
| Boën-sur-Lignon                                                                                      | Noirétable                         | 42159      |
| Boën-sur-Lignon                                                                                      | Nollieux                           | 42160      |
| Boën-sur-Lignon                                                                                      | Palogneux                          | 42164      |
| Boën-sur-Lignon                                                                                      | Pommiers                           | 42173      |
| Boën-sur-Lignon                                                                                      | Pralong                            | 42179      |
| Boën-sur-Lignon                                                                                      | Sail-sous-Couzan                   | 42195      |
| Boën-sur-Lignon                                                                                      | Saint-Bonnet-le-Courreau           | 42205      |
| Boën-sur-Lignon                                                                                      | Saint-Didier-sur-Rochefort         | 42217      |
| Boën-sur-Lignon                                                                                      | Saint-Étienne-le-Molard            | 42219      |
| Boën-sur-Lignon                                                                                      | Saint-Georges-de-Baroille          | 42226      |
| Boën-sur-Lignon                                                                                      | Saint-Georges-en-Couzan            | 42227      |
| Boën-sur-Lignon                                                                                      | Saint-Germain-Laval                | 42230      |
| Boën-sur-Lignon                                                                                      | Saint-Jean-la-Vêtre                | 42238      |
| Boën-sur-Lignon                                                                                      | Saint-Julien-d'Oddes               | 42243      |
| Boën-sur-Lignon                                                                                      | Saint-Just-en-Bas                  | 42247      |
| Boën-sur-Lignon                                                                                      | Saint-Laurent-Rochefort            | 42252      |
| Boën-sur-Lignon                                                                                      | Saint-Martin-la-Sauveté            | 42260      |
| Boën-sur-Lignon                                                                                      | Saint-Polgues                      | 42274      |
| Boën-sur-Lignon                                                                                      | Saint-Priest-la-Vêtre              | 42278      |
| Boën-sur-Lignon                                                                                      | Saint-Sixte                        | 42288      |
| Boën-sur-Lignon                                                                                      | Sainte-Agathe-la-Bouteresse        | 42197      |
| Boën-sur-Lignon                                                                                      | Sainte-Foy-Saint-Sulpice           | 42221      |
| Boën-sur-Lignon                                                                                      | Sauvain                            | 42298      |
| Boën-sur-Lignon                                                                                      | Souternon                          | 42303      |
| Boën-sur-Lignon                                                                                      | Trelins                            | 42313      |
| Boën-sur-Lignon                                                                                      | Vêtre-sur-Anzon                    | 42245      |
| Boën-sur-Lignon                                                                                      | Vézelin-sur-Loire                  | 42268      |
| Charlieu                                                                                             | Arcinges                           | 42007      |
| Charlieu                                                                                             | Belleroche                         | 42014      |
| Charlieu                                                                                             | Belmont-de-la-Loire                | 42015      |
| Charlieu                                                                                             | Boyer                              | 42025      |
| Charlieu                                                                                             | Briennon                           | 42026      |
| Charlieu                                                                                             | Chandon                            | 42048      |
| Charlieu                                                                                             | Charlieu                           | 42052      |
| Charlieu                                                                                             | Combre                             | 42068      |
| Charlieu                                                                                             | Coutouvre                          | 42074      |
| Charlieu                                                                                             | Cuinzier                           | 42079      |
| Charlieu                                                                                             | Écoche                             | 42086      |
| Charlieu                                                                                             | Jarnosse                           | 42112      |
| Charlieu                                                                                             | La Bénisson-Dieu                   | 42016      |
| Charlieu                                                                                             | La Gresle                          | 42104      |
| Charlieu                                                                                             | Le Cergne                          | 42033      |
| Charlieu                                                                                             | Maizilly                           | 42131      |
| Charlieu                                                                                             | Mars                               | 42141      |
| Charlieu                                                                                             | Montagny                           | 42145      |
| Charlieu                                                                                             | Nandax                             | 42152      |
| Charlieu                                                                                             | Pouilly-sous-Charlieu              | 42177      |
| Charlieu                                                                                             | Pradines                           | 42178      |
| Charlieu                                                                                             | Régny                              | 42181      |
| Charlieu                                                                                             | Saint-Denis-de-Cabanne             | 42215      |
| Charlieu                                                                                             | Saint-Germain-la-Montagne          | 42229      |
| Charlieu                                                                                             | Saint-Hilaire-sous-Charlieu        | 42236      |
| Charlieu                                                                                             | Saint-Nizier-sous-Charlieu         | 42267      |
| Charlieu                                                                                             | Saint-Pierre-la-Noaille            | 42273      |
| Charlieu                                                                                             | Saint-Victor-sur-Rhins             | 42293      |
| Charlieu                                                                                             | Sevelinges                         | 42300      |
| Charlieu                                                                                             | Villers                            | 42333      |
| Charlieu                                                                                             | Vougy                              | 42338      |
| Feurs                                                                                                | Chambéon                           | 42041      |
| Feurs                                                                                                | Châtelus                           | 42055      |
| Feurs                                                                                                | Chazelles-sur-Lyon                 | 42059      |
| Feurs                                                                                                | Chevrières                         | 42062      |
| Feurs                                                                                                | Civens                             | 42065      |
| Feurs                                                                                                | Cleppé                             | 42066      |
| Feurs                                                                                                | Cottance                           | 42073      |
| Feurs                                                                                                | Épercieux-Saint-Paul               | 42088      |
| Feurs                                                                                                | Essertines-en-Donzy                | 42090      |
| Feurs                                                                                                | Feurs                              | 42094      |
| Feurs                                                                                                | Grammond                           | 42102      |
| Feurs                                                                                                | Jas                                | 42113      |
| Feurs                                                                                                | La Gimond                          | 42100      |
| Feurs                                                                                                | Marclopt                           | 42135      |
| Feurs                                                                                                | Maringes                           | 42138      |
| Feurs                                                                                                | Mizérieux                          | 42143      |
| Feurs                                                                                                | Montchal                           | 42148      |
| Feurs                                                                                                | Nervieux                           | 42155      |
| Feurs                                                                                                | Panissières                        | 42165      |
| Feurs                                                                                                | Poncins                            | 42174      |
| Feurs                                                                                                | Pouilly-lès-Feurs                  | 42175      |
| Feurs                                                                                                | Rozier-en-Donzy                    | 42193      |
| Feurs                                                                                                | Saint-Barthélemy-Lestra            | 42202      |
| Feurs                                                                                                | Saint-Cyr-les-Vignes               | 42214      |
| Feurs                                                                                                | Saint-Denis-sur-Coise              | 42216      |
| Feurs                                                                                                | Saint-Laurent-la-Conche            | 42251      |
| Feurs                                                                                                | Saint-Martin-Lestra                | 42261      |
| Feurs                                                                                                | Saint-Médard-en-Forez              | 42264      |
| Feurs                                                                                                | Salt-en-Donzy                      | 42296      |
| Feurs                                                                                                | Salvizinet                         | 42297      |
| Feurs                                                                                                | Valeille                           | 42319      |
| Feurs                                                                                                | Viricelles                         | 42335      |
| Feurs                                                                                                | Virigneux                          | 42336      |
| Firminy                                                                                              | Çaloire                            | 42031      |
| Firminy                                                                                              | Firminy                            | 42095      |
| Firminy                                                                                              | Fraisses                           | 42099      |
| Firminy                                                                                              | Saint-Paul-en-Cornillon            | 42270      |
| Firminy                                                                                              | Unieux                             | 42316      |
| Le Coteau                                                                                            | Balbigny                           | 42011      |
| Le Coteau                                                                                            | Bussières                          | 42029      |
| Le Coteau                                                                                            | Chirassimont                       | 42063      |
| Le Coteau                                                                                            | Commelle-Vernay                    | 42069      |
| Le Coteau                                                                                            | Cordelle                           | 42070      |
| Le Coteau                                                                                            | Croizet-sur-Gand                   | 42077      |
| Le Coteau                                                                                            | Fourneaux                          | 42098      |
| Le Coteau                                                                                            | Lay                                | 42118      |
| Le Coteau                                                                                            | Le Coteau                          | 42071      |
| Le Coteau                                                                                            | Machézal                           | 42128      |
| Le Coteau                                                                                            | Neaux                              | 42153      |
| Le Coteau                                                                                            | Néronde                            | 42154      |
| Le Coteau                                                                                            | Neulise                            | 42156      |
| Le Coteau                                                                                            | Notre-Dame-de-Boisset              | 42161      |
| Le Coteau                                                                                            | Parigny                            | 42166      |
| Le Coteau                                                                                            | Perreux                            | 42170      |
| Le Coteau                                                                                            | Pinay                              | 42171      |
| Le Coteau                                                                                            | Saint-Cyr-de-Favières              | 42212      |
| Le Coteau                                                                                            | Saint-Cyr-de-Valorges              | 42213      |
| Le Coteau                                                                                            | Saint-Jodard                       | 42241      |
| Le Coteau                                                                                            | Saint-Just-la-Pendue               | 42249      |
| Le Coteau                                                                                            | Saint-Marcel-de-Félines            | 42254      |
| Le Coteau                                                                                            | Saint-Priest-la-Roche              | 42277      |
| Le Coteau                                                                                            | Saint-Symphorien-de-Lay            | 42289      |
| Le Coteau                                                                                            | Saint-Vincent-de-Boisset           | 42294      |
| Le Coteau                                                                                            | Sainte-Agathe-en-Donzy             | 42196      |
| Le Coteau                                                                                            | Sainte-Colombe-sur-Gand            | 42209      |
| Le Coteau                                                                                            | Vendranges                         | 42325      |
| Le Coteau                                                                                            | Violay                             | 42334      |
| Le Pilat                                                                                             | Bessey                             | 42018      |
| Le Pilat                                                                                             | Bourg-Argental                     | 42023      |
| Le Pilat                                                                                             | Burdignes                          | 42028      |
| Le Pilat                                                                                             | Chavanay                           | 42056      |
| Le Pilat                                                                                             | Chuyer                             | 42064      |
| Le Pilat                                                                                             | Colombier                          | 42067      |
| Le Pilat                                                                                             | Doizieux                           | 42085      |
| Le Pilat                                                                                             | Graix                              | 42101      |
| Le Pilat                                                                                             | Jonzieux                           | 42115      |
| Le Pilat                                                                                             | La Chapelle-Villars                | 42051      |
| Le Pilat                                                                                             | La Terrasse-sur-Dorlay             | 42308      |
| Le Pilat                                                                                             | La Valla-en-Gier                   | 42322      |
| Le Pilat                                                                                             | La Versanne                        | 42329      |
| Le Pilat                                                                                             | Le Bessat                          | 42017      |
| Le Pilat                                                                                             | Lupé                               | 42124      |
| Le Pilat                                                                                             | Maclas                             | 42129      |
| Le Pilat                                                                                             | Malleval                           | 42132      |
| Le Pilat                                                                                             | Marlhes                            | 42139      |
| Le Pilat                                                                                             | Pavezin                            | 42167      |
| Le Pilat                                                                                             | Pélussin                           | 42168      |
| Le Pilat                                                                                             | Planfoy                            | 42172      |
| Le Pilat                                                                                             | Roisey                             | 42191      |
| Le Pilat                                                                                             | Saint-Appolinard                   | 42201      |
| Le Pilat                                                                                             | Saint-Genest-Malifaux              | 42224      |
| Le Pilat                                                                                             | Saint-Julien-Molin-Molette         | 42246      |
| Le Pilat                                                                                             | Saint-Michel-sur-Rhône             | 42265      |
| Le Pilat                                                                                             | Saint-Pierre-de-Bœuf               | 42272      |
| Le Pilat                                                                                             | Saint-Régis-du-Coin                | 42280      |
| Le Pilat                                                                                             | Saint-Romain-les-Atheux            | 42286      |
| Le Pilat                                                                                             | Saint-Sauveur-en-Rue               | 42287      |
| Le Pilat                                                                                             | Sainte-Croix-en-Jarez              | 42210      |
| Le Pilat                                                                                             | Tarentaise                         | 42306      |
| Le Pilat                                                                                             | Thélis-la-Combe                    | 42310      |
| Le Pilat                                                                                             | Véranne                            | 42326      |
| Le Pilat                                                                                             | Vérin                              | 42327      |
| Montbrison                                                                                           | Bard                               | 42012      |
| Montbrison                                                                                           | Boisset-Saint-Priest               | 42021      |
| Montbrison                                                                                           | Chalain-d'Uzore                    | 42037      |
| Montbrison                                                                                           | Chalain-le-Comtal                  | 42038      |
| Montbrison                                                                                           | Chazelles-sur-Lavieu               | 42058      |
| Montbrison                                                                                           | Chenereilles                       | 42060      |
| Montbrison                                                                                           | Écotay-l'Olme                      | 42087      |
| Montbrison                                                                                           | Grézieux-le-Fromental              | 42105      |
| Montbrison                                                                                           | Gumières                           | 42107      |
| Montbrison                                                                                           | L'Hôpital-le-Grand                 | 42108      |
| Montbrison                                                                                           | La Chapelle-en-Lafaye              | 42050      |
| Montbrison                                                                                           | Lavieu                             | 42117      |
| Montbrison                                                                                           | Lérigneux                          | 42121      |
| Montbrison                                                                                           | Lézigneux                          | 42122      |
| Montbrison                                                                                           | Luriecq                            | 42126      |
| Montbrison                                                                                           | Magneux-Haute-Rive                 | 42130      |
| Montbrison                                                                                           | Margerie-Chantagret                | 42137      |
| Montbrison                                                                                           | Marols                             | 42140      |
| Montbrison                                                                                           | Montarcher                         | 42146      |
| Montbrison                                                                                           | Montbrison                         | 42147      |
| Montbrison                                                                                           | Mornand-en-Forez                   | 42151      |
| Montbrison                                                                                           | Précieux                           | 42180      |
| Montbrison                                                                                           | Roche                              | 42188      |
| Montbrison                                                                                           | Saint-Georges-Haute-Ville          | 42228      |
| Montbrison                                                                                           | Saint-Jean-Soleymieux              | 42240      |
| Montbrison                                                                                           | Saint-Paul-d'Uzore                 | 42269      |
| Montbrison                                                                                           | Saint-Romain-le-Puy                | 42285      |
| Montbrison                                                                                           | Saint-Thomas-la-Garde              | 42290      |
| Montbrison                                                                                           | Savigneux                          | 42299      |
| Montbrison                                                                                           | Soleymieux                         | 42301      |
| Montbrison                                                                                           | Verrières-en-Forez                 | 42328      |
| Renaison                                                                                             | Ambierle                           | 42003      |
| Renaison                                                                                             | Arcon                              | 42008      |
| Renaison                                                                                             | Champoly                           | 42047      |
| Renaison                                                                                             | Changy                             | 42049      |
| Renaison                                                                                             | Chausseterre                       | 42339      |
| Renaison                                                                                             | Cherier                            | 42061      |
| Renaison                                                                                             | Cremeaux                           | 42076      |
| Renaison                                                                                             | Juré                               | 42116      |
| Renaison                                                                                             | La Pacaudière                      | 42163      |
| Renaison                                                                                             | La Tuilière                        | 42314      |
| Renaison                                                                                             | Le Crozet                          | 42078      |
| Renaison                                                                                             | Lentigny                           | 42120      |
| Renaison                                                                                             | Les Noës                           | 42158      |
| Renaison                                                                                             | Noailly                            | 42157      |
| Renaison                                                                                             | Ouches                             | 42162      |
| Renaison                                                                                             | Pouilly-les-Nonains                | 42176      |
| Renaison                                                                                             | Renaison                           | 42182      |
| Renaison                                                                                             | Sail-les-Bains                     | 42194      |
| Renaison                                                                                             | Saint-Alban-les-Eaux               | 42198      |
| Renaison                                                                                             | Saint-André-d'Apchon               | 42199      |
| Renaison                                                                                             | Saint-Bonnet-des-Quarts            | 42203      |
| Renaison                                                                                             | Saint-Forgeux-Lespinasse           | 42220      |
| Renaison                                                                                             | Saint-Germain-Lespinasse           | 42231      |
| Renaison                                                                                             | Saint-Haon-le-Châtel               | 42232      |
| Renaison                                                                                             | Saint-Haon-le-Vieux                | 42233      |
| Renaison                                                                                             | Saint-Jean-Saint-Maurice-sur-Loire | 42239      |
| Renaison                                                                                             | Saint-Just-en-Chevalet             | 42248      |
| Renaison                                                                                             | Saint-Marcel-d'Urfé                | 42255      |
| Renaison                                                                                             | Saint-Martin-d'Estréaux            | 42257      |
| Renaison                                                                                             | Saint-Priest-la-Prugne             | 42276      |
| Renaison                                                                                             | Saint-Rirand                       | 42281      |
| Renaison                                                                                             | Saint-Romain-d'Urfé                | 42282      |
| Renaison                                                                                             | Saint-Romain-la-Motte              | 42284      |
| Renaison                                                                                             | Urbise                             | 42317      |
| Renaison                                                                                             | Villemontais                       | 42331      |
| Renaison                                                                                             | Vivans                             | 42337      |
| Rive-de-Gier                                                                                         | Châteauneuf                        | 42053      |
| Rive-de-Gier                                                                                         | Dargoire                           | 42083      |
| Rive-de-Gier                                                                                         | Farnay                             | 42093      |
| Rive-de-Gier                                                                                         | Genilac                            | 42225      |
| Rive-de-Gier                                                                                         | La Grand-Croix                     | 42103      |
| Rive-de-Gier                                                                                         | Lorette                            | 42123      |
| Rive-de-Gier                                                                                         | Rive-de-Gier                       | 42186      |
| Rive-de-Gier                                                                                         | Saint-Joseph                       | 42242      |
| Rive-de-Gier                                                                                         | Saint-Martin-la-Plaine             | 42259      |
| Rive-de-Gier                                                                                         | Saint-Paul-en-Jarez                | 42271      |
| Rive-de-Gier                                                                                         | Tartaras                           | 42307      |
| Roanne-1                                                                                             | Mably                              | 42127      |
| Roanne-1, Roanne-2                                                                                   | Roanne                             | 42187      |
| Roanne-2                                                                                             | Riorges                            | 42184      |
| Roanne-2                                                                                             | Saint-Léger-sur-Roanne             | 42253      |
| Roanne-2                                                                                             | Villerest                          | 42332      |
| Saint-Chamond                                                                                        | L'Horme                            | 42110      |
| Saint-Chamond                                                                                        | Saint-Chamond                      | 42207      |
| Saint-Étienne-1, Saint-Étienne-2, Saint-Étienne-3, Saint-Étienne-4, Saint-Étienne-5, Saint-Étienne-6 | Saint-Étienne (préfecture)         | 42218      |
| Saint-Étienne-2                                                                                      | La Ricamarie                       | 42183      |
| Saint-Étienne-2                                                                                      | Le Chambon-Feugerolles             | 42044      |
| Saint-Étienne-3                                                                                      | Roche-la-Molière                   | 42189      |
| Saint-Étienne-3                                                                                      | Saint-Genest-Lerpt                 | 42223      |
| Saint-Étienne-4                                                                                      | Villars                            | 42330      |
| Saint-Étienne-5                                                                                      | Saint-Jean-Bonnefonds              | 42237      |
| Saint-Étienne-5                                                                                      | Saint-Priest-en-Jarez              | 42275      |
| Saint-Just-Saint-Rambert                                                                             | Aboën                              | 42001      |
| Saint-Just-Saint-Rambert                                                                             | Apinac                             | 42006      |
| Saint-Just-Saint-Rambert                                                                             | Bonson                             | 42022      |
| Saint-Just-Saint-Rambert                                                                             | Chambles                           | 42042      |
| Saint-Just-Saint-Rambert                                                                             | Estivareilles                      | 42091      |
| Saint-Just-Saint-Rambert                                                                             | La Tourette                        | 42312      |
| Saint-Just-Saint-Rambert                                                                             | Merle-Leignec                      | 42142      |
| Saint-Just-Saint-Rambert                                                                             | Périgneux                          | 42169      |
| Saint-Just-Saint-Rambert                                                                             | Rozier-Côtes-d'Aurec               | 42192      |
| Saint-Just-Saint-Rambert                                                                             | Saint-Bonnet-le-Château            | 42204      |
| Saint-Just-Saint-Rambert                                                                             | Saint-Cyprien                      | 42211      |
| Saint-Just-Saint-Rambert                                                                             | Saint-Hilaire-Cusson-la-Valmitte   | 42235      |
| Saint-Just-Saint-Rambert                                                                             | Saint-Just-Saint-Rambert           | 42279      |
| Saint-Just-Saint-Rambert                                                                             | Saint-Marcellin-en-Forez           | 42256      |
| Saint-Just-Saint-Rambert                                                                             | Saint-Maurice-en-Gourgois          | 42262      |
| Saint-Just-Saint-Rambert                                                                             | Saint-Nizier-de-Fornas             | 42266      |
| Saint-Just-Saint-Rambert                                                                             | Sury-le-Comtal                     | 42304      |
| Saint-Just-Saint-Rambert                                                                             | Usson-en-Forez                     | 42318      |
| Sorbiers                                                                                             | Cellieu                            | 42032      |
| Sorbiers                                                                                             | Chagnon                            | 42036      |
| Sorbiers                                                                                             | Fontanès                           | 42096      |
| Sorbiers                                                                                             | L'Étrat                            | 42092      |
| Sorbiers                                                                                             | La Fouillouse                      | 42097      |
| Sorbiers                                                                                             | La Talaudière                      | 42305      |
| Sorbiers                                                                                             | La Tour-en-Jarez                   | 42311      |
| Sorbiers                                                                                             | Marcenod                           | 42133      |
| Sorbiers                                                                                             | Saint-Christo-en-Jarez             | 42208      |
| Sorbiers                                                                                             | Saint-Héand                        | 42234      |
| Sorbiers                                                                                             | Saint-Romain-en-Jarez              | 42283      |
| Sorbiers                                                                                             | Sorbiers                           | 42302      |
| Sorbiers                                                                                             | Valfleury                          | 42320      |

#### Récapitulatif
| N° | Nom du Canton            | Bureau centralisateur    | Population 2010                 | Écart /moyenne | Nombre de communes entières | Communes composant le canton |
| -- | ------------------------ | ------------------------ | ------------------------------- | -------------- | --------------------------- | --- |
| 1  | Andrézieux-Bouthéon      | Andrézieux-Bouthéon      | 41 808                          | 1,17           | 15                          | Andrézieux-Bouthéon, Aveizieux, Bellegarde-en-Forez, Boisset-lès-Montrond, Chambœuf, Craintilleux, Cuzieu, Montrond-les-Bains, Rivas, Saint-André-le-Puy, Saint-Bonnet-les-Oules, Saint-Galmier, Unias, Veauche, Veauchette. |
| 2  | Boën-sur-Lignon          | Boën-sur-Lignon          | 29 276                          | 0,82           | 51                          | Ailleux, Arthun, Boën-sur-Lignon, Bully, Bussy-Albieux, Cervières, Cezay, Chalmazel-Jeansagnière, La Chamba, La Chambonie, Champdieu, Châtelneuf, La Côte-en-Couzan, Débats-Rivière-d'Orpra, Essertines-en-Châtelneuf, Grézolles, L'Hôpital-sous-Rochefort, Leigneux, Luré, Marcilly-le-Châtel, Marcoux, Montverdun, Noirétable, Nollieux, Palogneux, Pommiers, Pralong, Sail-sous-Couzan, Saint-Bonnet-le-Courreau, Saint-Didier-sur-Rochefort, Saint-Étienne-le-Molard, Saint-Georges-de-Baroille, Saint-Georges-en-Couzan, Saint-Germain-Laval, Saint-Jean-la-Vêtre, Saint-Julien-d'Oddes, Saint-Just-en-Bas, Saint-Laurent-Rochefort, Saint-Martin-la-Sauveté, Saint-Polgues, Saint-Priest-la-Vêtre, Saint-Sixte, Sainte-Agathe-la-Bouteresse, Sainte-Foy-Saint-Sulpice, Les Salles, Sauvain, Souternon, Trelins, La Valla-sur-Rochefort, Vêtre-sur-Anzon, Vézelin-sur-Loire. |
| 3  | Charlieu                 | Charlieu                 | 29 445                          | 0,83           | 31                          | Arcinges, Belleroche, Belmont-de-la-Loire, La Bénisson-Dieu, Boyer, Briennon, Le Cergne, Chandon, Charlieu, Combre, Coutouvre, Cuinzier, Écoche, La Gresle, Jarnosse, Maizilly, Mars, Montagny, Nandax, Pouilly-sous-Charlieu, Pradines, Régny, Saint-Denis-de-Cabanne, Saint-Germain-la-Montagne, Saint-Hilaire-sous-Charlieu, Saint-Nizier-sous-Charlieu, Saint-Pierre-la-Noaille, Saint-Victor-sur-Rhins, Sevelinges, Villers, Vougy. |
| 4  | Le Coteau                | Le Coteau                | 32 750                          | 0,91           | 29                          | Balbigny, Bussières, Chirassimont, Commelle-Vernay, Cordelle, Le Coteau, Croizet-sur-Gand, Fourneaux, Lay, Machézal, Neaux, Néronde, Neulise, Notre-Dame-de-Boisset, Parigny, Perreux, Pinay, Saint-Cyr-de-Favières, Saint-Cyr-de-Valorges, Saint-Jodard, Saint-Just-la-Pendue, Saint-Marcel-de-Félines, Saint-Priest-la-Roche, Saint-Symphorien-de-Lay, Saint-Vincent-de-Boisset, Sainte-Agathe-en-Donzy, Sainte-Colombe-sur-Gand, Vendranges, Violay. |
| 5  | Feurs                    | Feurs                    | 36 535                          | 1,02           | 33                          | Chambéon, Châtelus, Chazelles-sur-Lyon, Chevrières, Civens, Cleppé, Cottance, Épercieux-Saint-Paul, Essertines-en-Donzy, Feurs, La Gimond, Grammond, Jas, Marclopt, Maringes, Mizérieux, Montchal, Nervieux, Panissières, Poncins, Pouilly-lès-Feurs, Rozier-en-Donzy, Saint-Barthélemy-Lestra, Saint-Cyr-les-Vignes, Saint-Denis-sur-Coise, Saint-Laurent-la-Conche, Saint-Martin-Lestra, Saint-Médard-en-Forez, Salt-en-Donzy, Salvizinet, Valeille, Viricelles, Virigneux. |
| 6  | Firminy                  | Firminy                  | 31 390                          | 0,88           | 5                           | Caloire, Firminy, Fraisses, Saint-Paul-en-Cornillon, Unieux. |
| 7  | Montbrison               | Montbrison               | 39 010                          | 1,09           | 31                          | Bard, Boisset-Saint-Priest, Chalain-d'Uzore, Chalain-le-Comtal, La Chapelle-en-Lafaye, Chazelles-sur-Lavieu, Chenereilles, Écotay-l'Olme, Grézieux-le-Fromental, Gumières, L'Hôpital-le-Grand, Lavieu, Lérigneux, Lézigneux, Luriecq, Magneux-Haute-Rive, Margerie-Chantagret, Marols, Montarcher, Montbrison, Mornand-en-Forez, Précieux, Roche, Saint-Georges-Haute-Ville, Saint-Jean-Soleymieux, Saint-Paul-d'Uzore, Saint-Romain-le-Puy, Saint-Thomas-la-Garde, Savigneux, Soleymieux, Verrières-en-Forez. |
| 8  | Le Pilat                 | Pélussin                 | 34 665                          | 0,97           | 35                          | Le Bessat, Bessey, Bourg-Argental, Burdignes, La Chapelle-Villars, Chavanay, Chuyer, Colombier, Doizieux, Graix, Jonzieux, Lupé, Maclas, Malleval, Marlhes, Pavezin, Pélussin, Planfoy, Roisey, Saint-Appolinard, Saint-Genest-Malifaux, Saint-Julien-Molin-Molette, Saint-Michel-sur-Rhône, Saint-Pierre-de-Bœuf, Saint-Régis-du-Coin, Saint-Romain-les-Atheux, Saint-Sauveur-en-Rue, Sainte-Croix-en-Jarez, Tarentaise, La Terrasse-sur-Dorlay, Thélis-la-Combe, La Valla-en-Gier, Véranne, Vérin, La Versanne. |
| 9  | Renaison                 | Renaison                 | 28 639                          | 0,8            | 36                          | Ambierle, Arcon, Champoly, Changy, Chausseterre, Cherier, Cremeaux, Le Crozet, Juré, Lentigny, Noailly, Les Noës, Ouches, La Pacaudière, Pouilly-les-Nonains, Renaison, Sail-les-Bains, Saint-Alban-les-Eaux, Saint-André-d'Apchon, Saint-Bonnet-des-Quarts, Saint-Forgeux-Lespinasse, Saint-Germain-Lespinasse, Saint-Haon-le-Châtel, Saint-Haon-le-Vieux, Saint-Jean-Saint-Maurice-sur-Loire, Saint-Just-en-Chevalet, Saint-Marcel-d'Urfé, Saint-Martin-d'Estréaux, Saint-Priest-la-Prugne, Saint-Rirand, Saint-Romain-d'Urfé, Saint-Romain-la-Motte, La Tuilière, Urbise, Villemontais, Vivans. |
| 10 | Rive-de-Gier             | Rive-de-Gier             | 42 032                          |                | 11                          | Châteauneuf, Dargoire, Farnay, La Grand-Croix, Lorette, Genilac, Rive-de-Gier, Saint-Joseph, Saint-Martin-la-Plaine, Saint-Paul-en-Jarez, Tartaras. |
| 11 | Roanne-1                 | Roanne                   | 7 551 + fraction Roanne         |                | 1 + fraction Roanne         | 1° Les communes suivantes : Mably. 2° La partie de la commune de Roanne située : a) Au nord d'une ligne définie par l'axe des voies et limites suivantes : depuis la limite territoriale de la commune de Riorges, rue Pierre-Semard, ligne de chemin de fer, à partir du franchissement de la rue de Clermont, cours de la rivière la Renaison jusqu'à son embouchure avec la Loire b) Sur la rive droite de la Loire, jusqu'aux limites territoriales des communes de Perreux et de Vougy. ; |
| 12 | Roanne-2                 | Roanne                   | 16 503                          | 0,46           | 3                           | 1° Les communes suivantes : Riorges, Saint-Léger-sur-Roanne, Villerest. 2° La partie de la commune de Roanne non incluse dans le canton de Roanne-1. |
| 13 | Saint-Chamond            | Saint-Chamond            | 40 543                          | 1,14           | 2                           | L'Horme, Saint-Chamond. |
| 14 | Saint-Étienne-1          | Saint-Étienne            | fraction Saint-Étienne          |                | fraction Saint-Étienne      | Partie de la commune de Saint-Étienne située à l'intérieur d'un périmètre défini par l'axe des voies et limites suivantes : avenue de la Libération, place Fourneyron, rue des Alliés, rue Étienne-Mimard, rue de la Montat, rue de la Verrerie, rue de la Plagne, rue de la Richelandière, rue Robinson, rue Fleury-Richarme-Prolongée, rue de l'Espérance, rue Gauthier-Dumont, rue du Bois-d'Avaize, ligne droite perpendiculaire à la rue du Bois-d'Avaize passant par l'extrémité de l'impasse des Lilas jusqu'au prolongement de l'allée Sainte-Marguerite, allée Sainte-Marguerite, ligne droite perpendiculaire à la rue de Patroa à l'intersection avec l'impasse de Patroa, rue Jean-Parot, rue Marcel-Sembat, rue de la Convention, rue Pierre-Blachon, rue Vivaraize, rue Montesquieu, rue des Armuriers, place Edmond-Maurat, cours Fauriel, rue Pierre-Termier, rue Crozet-Fourneyron, rue de la Badouillère, rue César-Bertholon, rue Francis-Baulier, rue Cuvier, rue de la Vapeur, rue Jacques-Barbier, rue Denis-Papin, place Ferdinand-Buisson, boulevard Daguerre, boulevard Joseph-Bethenod, rue Montferré, rue Dutreil-de-Rhins, rue du Sous-Lieutenant-Joseph-Vergnette, rue de la Vierge, ligne droite perpendiculaire à la rue de la Vierge au niveau de l'intersection avec le boulevard Salvador-Allende, chemin vicinal jusqu'à la rue Alfred-Colombet, rue Alfred-Colombet, rue Florent-Evrard, rond-point, rue de Montmartre, rue Paillon, boulevard Martin-Bernard, rue de l'Apprentissage, rue des Brunandières, rue Auguste-Poncetton, rue des Brunandières, ligne droite dans le prolongement de la rue des Brunandières, rue Emile-Deschanel, boulevard du Maréchal-Franchet-d'Espèrey, rue de l'Abbé-Étienne-Chauve, rue Charles-Dupuy, rue Saint-Just, rue de la Pareille, rue Tarentaize, rue Michel-Rondet, cours Pierre-Lucien-Buisson, rue Georges-Teissier, rue Camille-Colard, rue Saint-Jean. |
| 15 | Saint-Étienne-2          | Saint-Étienne            | 20 827 + fraction Saint-Étienne |                | 2 + fraction Saint-Étienne  | 1° Les communes de Le Chambon-Feugerolles et de la Ricamarie ; 2° La partie de la commune de Saint-Étienne située à l'ouest d'une ligne définie par l'axe des voies et limites suivantes : depuis la limite territoriale de la commune de la Ricamarie, ligne droite dans le prolongement de la rue du Vercors, rue du Vercors, rue Buffon, rue Louis-Joseph-Gras, ligne de chemin de fer, rue Jean-Allemane, rue du Mont, rue des Docteurs-Charcot, passage entre les numéros 33 et 35 de la rue des Docteurs-Charcot, allée du Général-Rullière, limite de l'emprise du centre commercial, rue Antoine-Durafour, rue Alexandre-Poucel, boulevard Valbenoîte, rue Pélissier, place Edmond-Maurat, cours Fauriel, rue Pierre-Termier, rue Crozet-Fourneyron, rue de la Badouillère, rue César-Bertholon, rue Francis-Baulier, rue Cuvier, rue de la Vapeur, rue Jacques-Barbier, rue Denis-Papin, place Ferdinand-Buisson, boulevard Daguerre, boulevard Joseph-Bethenod, rue Montferré, rue Dutreil-de-Rhins, rue du Sous-Lieutenant-Joseph-Vergnette, rue de la Vierge, ligne droite perpendiculaire à la rue de la Vierge au niveau de l'intersection avec le boulevard Salvador-Allende, rue Alfred-Colombet, rue Florent-Evrard, rond-point, rue de Montmartre, rue Paillon, boulevard Martin-Bernard, rue de l'Apprentissage, rue des Brunandières, rue Auguste-Poncetton, rue des Brunandières, ligne droite dans le prolongement de la rue des Brunandières, rue Emile-Deschanel, rue Claudius-Racodon, chemin de Monsalson, jusqu'à la limite territoriale de la commune de Saint-Genest-Lerpt. |
| 16 | Saint-Étienne-3          | Saint-Étienne            | 16 042 + fraction Saint-Étienne |                | 2 + fraction Saint-Étienne  | 1° Les communes suivantes : Roche-la-Molière, Saint-Genest-Lerpt. 2° La partie de la commune de Saint-Étienne située au nord et à l'ouest d'une ligne définie par l'axe des voies et limites suivantes : depuis la limite territoriale de la commune de Saint-Genest-Lerpt, chemin de Montsalon, rue Claudius-Racodon, rue Émile-Deschanel, boulevard du Maréchal-Franchet-d'Espèrey, rue de l'Abbé-Étienne-Chauve, rue Charles-Dupuy, rue Saint-Just, rue de la Pareille, rue Tarentaize, rue Michel-Rondet, rue Pierre-Lucien-Buisson, rue Georges-Teissier, rue Camille-Colard, rue Saint-Jean, rue Pierre-Bérard, rue François-Gillet, rue de la République, rue Brossard, rue Michel-Servet, rue Roger-Salengro, rue Robert, rue Dormoy, rue Marengo, boulevard Augustin-Thierry, boulevard Albert-Ier, rue Borie, rue Bergson, rue Jean-François-Revollier, rue Saint-Simon, rue Octave-Feuillet, boulevard du Golf, rue Noël-Blacet, jusqu'à la limite territoriale de la commune de Saint-Genest-Lerpt ; |
| 17 | Saint-Étienne-4          | Saint-Étienne            | 7 831 + fraction Saint-Étienne  |                | 1 + fraction Saint-Étienne  | 1° La commune suivante : Villars. 2° La partie de la commune de Saint-Étienne située au nord d'une ligne définie par l'axe des voies et limites suivantes : depuis la limite territoriale de la commune de Genest-Lerpt, rue Noël-Blacet, boulevard du Golf, rue Octave-Feuillet, rue Saint-Simon, rue Jean-François-Revollier, rue Bergson, rue Borie, boulevard Albert-Ier, boulevard Augustin-Thierry, rue Marengo, rue Dormoy, rue Robert, rue Roger-Salengro, rue Michel-Servet, rue Brossard, rue de la République, rue François-Gillet, rue Pierre-Bérard, rue Saint-Jean, avenue de la Libération, place Fourneyron, rue des Alliés, rue Étienne-Mimard, rue de la Montat, rue de la Verrerie, rue de la Plagne, rue de la Richelandière, rue Robinson, rue Fleury-Richarme-Prolongée, chemin vicinal, rue Ducaruge, rue Beaumarchais, rue Just-Fromage, rue des Alliés, rue Badiou, rue de la Montat, boulevard Fauriat, boulevard du 8-Mai-1945, rue des Docteurs-Henri-et-Bernard-Muller, rue François-Albert, boulevard Jules-Janin, boulevard Thiers, rue Claude-Verney-Caron, allée des Frères-Gauthier, rue de la Tour, rond-point Andreï-Khivilev, rue des Trois-Glorieuses, jusqu'à la limite territoriale de la commune de Saint-Priest-en-Jarez. |
| 18 | Saint-Étienne-5          | Saint-Étienne            | 12 493 + fraction Saint-Étienne |                | 2 + fraction Saint-Étienne  | 1° Les communes suivantes : Saint-Jean-Bonnefonds, Saint-Priest-en-Jarez. 2° La partie de la commune de Saint-Étienne située à l'est et au nord d'une ligne définie par l'axe des voies et limites suivantes : depuis la limite territoriale de la commune de Priest-en-Jarez, rue des Trois-Glorieuses, rond-point Andreï-Khivilev, rue de la Tour, allée des Frères-Gauthier, rue Claude-Verney-Caron, boulevard Thiers, boulevard Jules-Janin, rue François-Albert, rue des Docteurs-Henri-et-Bernard-Muller, boulevard du 8-Mai-1945, boulevard Fauriat, rue de la Montat, rue Badiou, rue des Alliés, rue Just-Fromage, rue Beaumarchais, rue Ducaruge, chemin vicinal, rue de l'Espérance, rue Gauthier-Dumont, rue du Bois-d'Avaize, ligne droite perpendiculaire à la rue du Bois-d'Avaize passant par l'extrémité de l'impasse des Lilas jusqu'au prolongement de l'allée Sainte-Marguerite, allée Sainte-Marguerite, ligne droite perpendiculaire à la rue de Patroa à l'intersection avec l'impasse de Patroa, rue Jean Parot, rue du docteur Paul-Michelon, chemin de la Cotancière, chemin du Moussin, ligne reliant l'extrémité du chemin de Moussin à la route départementale 36, route départementale 36, route de Salvaris, chemin rural, jusqu'à limite territoriale de la commune de Saint-Chamond. |
| 19 | Saint-Étienne-6          | Saint-Étienne            | fraction Saint-Étienne          |                | fraction Saint-Étienne      | Partie de la commune de Saint-Étienne non incluse dans les cantons de Saint-Étienne-1, Saint-Étienne-2, Saint-Étienne-3, Saint-Étienne-4 et Saint-Étienne-5. |
| 20 | Saint-Just-Saint-Rambert | Saint-Just-Saint-Rambert | 40 709                          | 1,14           | 18                          | Aboën, Apinac, Bonson, Chambles, Estivareilles, Merle-Leignec, Périgneux, Rozier-Côtes-d'Aurec, Saint-Bonnet-le-Château, Saint-Cyprien, Saint-Hilaire-Cusson-la-Valmitte, Saint-Marcellin-en-Forez, Saint-Maurice-en-Gourgois, Saint-Nizier-de-Fornas, Saint-Just-Saint-Rambert, Sury-le-Comtal, La Tourette, Usson-en-Forez. |
| 21 | Sorbiers                 | Sorbiers                 | 33 118                          | 0,93           | 13                          | Cellieu, Chagnon, L'Étrat, Fontanès, La Fouillouse, Marcenod, Saint-Christo-en-Jarez, Saint-Héand, Saint-Romain-en-Jarez, Sorbiers, La Talaudière, La Tour-en-Jarez, Valfleury. |
|    |                          |                          | 748 947                         |                | 327                         | |

### Répartition par arrondissement
Contrairement à l'ancien découpage où chaque canton était inclus à l'intérieur d'un seul arrondissement, le nouveau découpage territorial s'affranchit des limites des arrondissements. Certains cantons peuvent être composés de communes appartenant à des arrondissements différents. Dans le département de la Loire, c'est le cas d'un canton (Boën-sur-Lignon).
Le tableau suivant présente la répartition par arrondissement :
| N° | Canton                   | Montbrison | Roanne              | Saint-Étienne              | Total                      |
| -- | ------------------------ | ---------- | ------------------- | -------------------------- | -------------------------- |
| 1  | Andrézieux-Bouthéon      | 15         |                     |                            | 15                         |
| 2  | Boën-sur-Lignon          | 41         | 14                  |                            | 55                         |
| 3  | Charlieu                 |            | 31                  |                            | 31                         |
| 4  | Le Coteau                |            | 29                  |                            | 29                         |
| 5  | Feurs                    | 33         |                     |                            | 33                         |
| 6  | Firminy                  |            |                     | 5                          | 5                          |
| 7  | Montbrison               | 31         |                     |                            | 31                         |
| 8  | Le Pilat                 |            |                     | 35                         | 35                         |
| 9  | Renaison                 |            | 36                  |                            | 36                         |
| 10 | Rive-de-Gier             |            |                     | 11                         | 11                         |
| 11 | Roanne-1                 |            | 1 + fraction Roanne |                            | 1 + fraction Roanne        |
| 12 | Roanne-2                 |            | 3 + fraction Roanne |                            | 3 + fraction Roanne        |
| 13 | Saint-Chamond            |            |                     | 2                          | 2                          |
| 14 | Saint-Étienne-1          |            |                     | fraction Saint-Étienne     | fraction Saint-Étienne     |
| 15 | Saint-Étienne-2          |            |                     | 2 + fraction Saint-Étienne | 2 + fraction Saint-Étienne |
| 16 | Saint-Étienne-3          |            |                     | 2 + fraction Saint-Étienne | 2 + fraction Saint-Étienne |
| 17 | Saint-Étienne-4          |            |                     | 1 + fraction Saint-Étienne | 1 + fraction Saint-Étienne |
| 18 | Saint-Étienne-5          |            |                     | 2 + fraction Saint-Étienne | 2 + fraction Saint-Étienne |
| 19 | Saint-Étienne-6          |            |                     | fraction Saint-Étienne     | fraction Saint-Étienne     |
| 20 | Saint-Just-Saint-Rambert | 18         |                     |                            | 18                         |
| 21 | Sorbiers                 |            |                     | 13                         | 13                         |
|    |                          | 138        | 115                 | 74                         | 327                        |